# Serie A (pallavolo maschile)
La Serie A italiana di pallavolo maschile è oggi l'espressione dei massimi livelli del campionato italiano di pallavolo maschile.
Nata nel 1946 per iniziativa della Federazione Italiana Pallavolo (FIPAV), la Serie A rappresentò fino al 1977 il massimo campionato italiano maschile. Fu successivamente ampliata e attualmente è suddivisa in tre categorie:
- Superlega (denominata dal 1977 al 2014 Serie A1)
- Serie A2
- Serie A3 (creata nel 2019)

La vincitrice della Superlega è detentrice dello scudetto e del titolo di Campione d'Italia. I campionati sono organizzati dalla Lega Pallavolo Serie A secondo le direttive della FIPAV.